# نهر كارامينديريس
كارامينديريس (بالتركية: Karamenderes Nehri)‏ وهو الاسم الحديث لنهر سكمندر، وفقا الإلياذة، وهو نهر يقع بكامله داخل محافظة جاناكالي غرب تركيا. وقد حدثت حرب طروادة على طول مساره السفلي.
يتدفق النهر من الغرب حيثُ جبل إيدا نحو بحر إيجة، بالقرب من حديقة طروادة الوطنية. وحسب الإلياذة، فإن العديد من المعارك الحاسمة حدثت على ضفاف النهر ومنها حصار طروادة.